# غبيراء جار الماء
غبيراء جار الماء (باللاتينية: Sorbus alnifolia) نوع نباتي شجري يتبع جنس الغبيراء من الفصيلة الوردية.
تشبه أوراقها أوراق نبات جار الماء، ومن هنا أتى الاسم.
موطنها الصين واليابان وكوريا.

## معرض صور

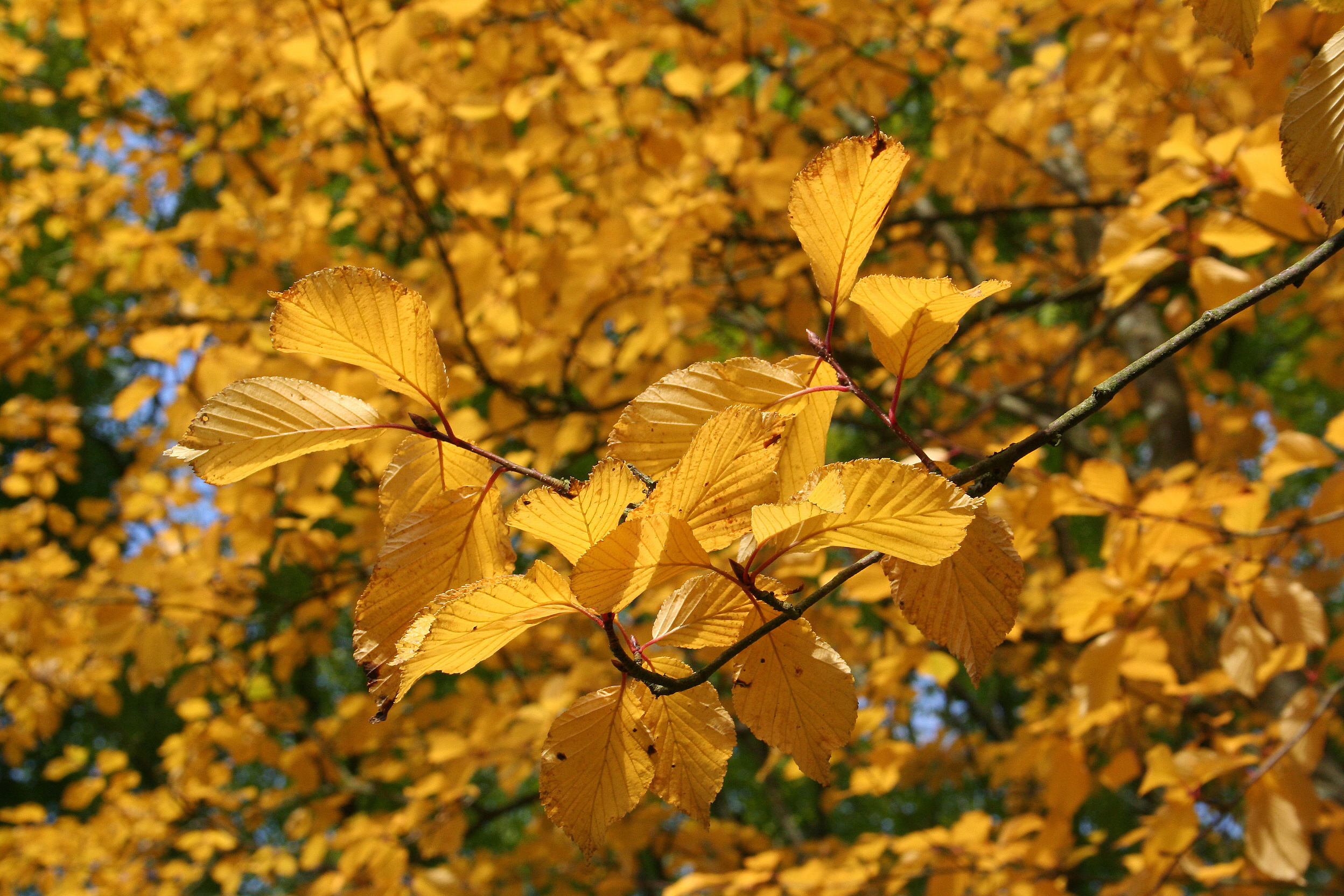
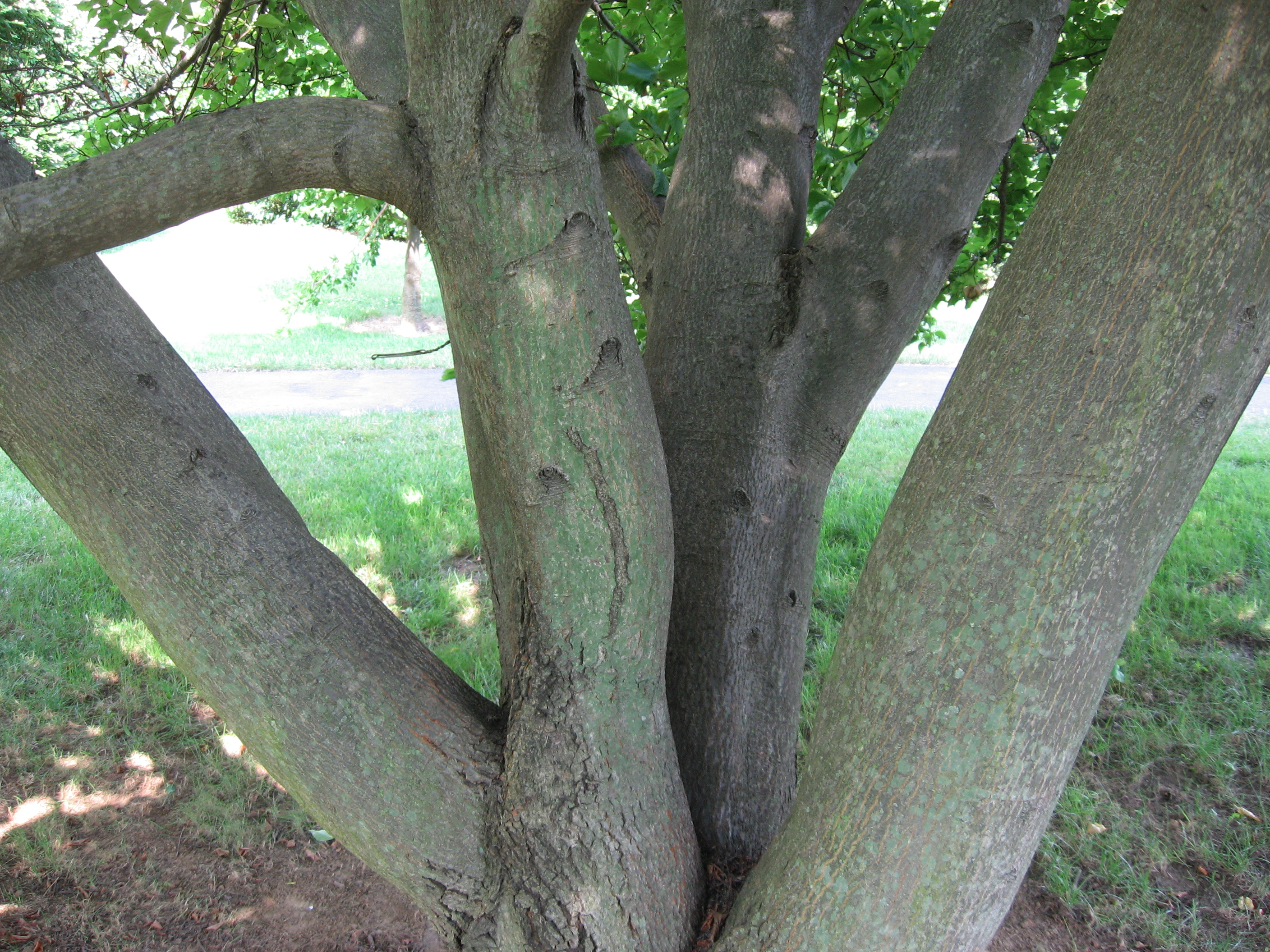
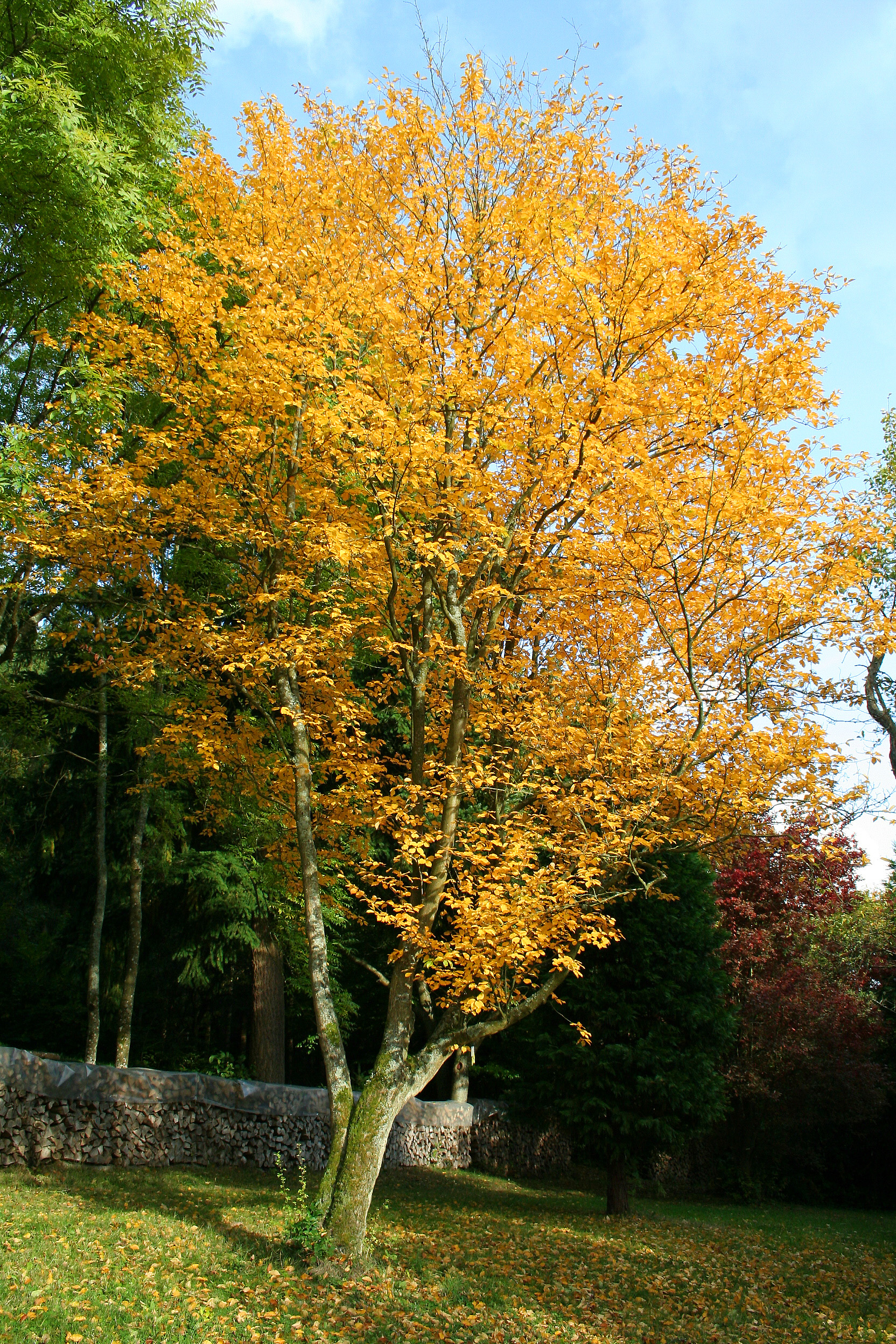